# Emiliotia rubrostriata
Emiliotia rubrostriata is een slakkensoort uit de familie van de Colloniidae. De wetenschappelijke naam van de soort is voor het eerst geldig gepubliceerd in 1997 door Rolán, Rubio & Fernández-Garcés.